# Ammophilomima simila
Ammophilomima simila är en tvåvingeart som beskrevs av Martin 1973. Ammophilomima simila ingår i släktet Ammophilomima och familjen rovflugor. Inga underarter finns listade i Catalogue of Life.